# Andreas Goldstein
Andreas Goldstein (* 1964 in Ost-Berlin) ist ein deutscher Regisseur, Autor und Filmproduzent.

## Leben und Arbeit
Andreas Goldstein ist eines von sieben Kindern Klaus Gysis und ein Halbbruder von Gregor Gysi. Nach der Entsendung des Vaters als Botschafter nach Rom 1973 blieb er mit der Mutter allein in Ost-Berlin zurück. Väterlicherseits stammte er aus einer Berliner Familie, deren Stammvater, der Seidenfärber Samuel Gysin (* 1681), im frühen 18. Jahrhundert aus Läufelfingen (Schweiz) eingewandert war. Nach dem Abitur absolvierte er eine Ausbildung zum Schriftsetzer. Nach der deutschen Wiedervereinigung studierte er ab 1991 noch Kultur- und Theaterwissenschaften an der Humboldt-Universität zu Berlin und Regie an der Hochschule für Film und Fernsehen „Konrad Wolf“ in Potsdam-Babelsberg. 1999 war er Meisterschüler an der Akademie der Künste Berlin, produzierte erste filmische Arbeiten als Regieassistent und als Mitarbeiter von Peter Voigt sowie als freier Produzent für Next Film. Gemeinsam mit Susanne Binninger gründete er 2008 die Oktoberfilm GbR.
1999 drehte er den Dokumentarfilm „Die Erklärung des ersten Kapitel Luce“, 2006 den Kurzspielfilm „Detektive“. 2018 kam sein Spielfilm „Adam und Evelyn“ und 2019 sein Dokumentarfilm „Der Funktionär“, der seinen Vater Klaus Gysi thematisiert, in die Kinos. Er produzierte mehrere Filme für das ZDF und 3sat. Der Dokumentarfilm „Reine Männersache“ wurde mit dem Grimme-Preis ausgezeichnet. 
Neben seiner Tätigkeit als Produzent und Regisseur ist er Autor filmtheoretischer und filmkritischer Texte.
Filme von Andreas Goldstein wurden nominiert für den Golden Lion for Best Short Film, Best Short Film – Special Mention, U.I.P. Award for Best European Short Film.